# Öretjärnen (Seglora socken, Västergötland)
Öretjärnen är en sjö i Borås kommun i Västergötland och ingår i Viskans huvudavrinningsområde.